# Вай (Аризона)
Вай (англ. Why) — переписна місцевість (CDP) в США, в окрузі Піма штату Аризона. Населення — 122 особи (2020).

## Географія
Вай розташований за координатами 32°15′32″ пн. ш. 112°43′50″ зх. д. / 32.25889° пн. ш. 112.73056° зх. д. (32.258973, -112.730634).  За даними Бюро перепису населення США в 2010 році переписна місцевість мала площу 23,20 км², уся площа — суходіл.

## Демографія
Згідно з переписом 2010 року, у переписній місцевості мешкало 167 осіб у 96 домогосподарствах у складі 45 родин. Густота населення становила 7 осіб/км².  Було 177 помешкань (8/км²).
Расовий склад населення:
| - 92,2 % — білих - 1,8 % — корінних американців - 0,6 % — азіатів - 3,6 % — осіб інших рас |

До двох чи більше рас належало 1,8 %. Частка іспаномовних становила 15,6 % від усіх жителів.
За віковим діапазоном населення розподілялося таким чином: 4,8 % — особи молодші 18 років, 41,3 % — особи у віці 18—64 років, 53,9 % — особи у віці 65 років та старші. Медіана віку мешканця становила 65,7 року. На 100 осіб жіночої статі у переписній місцевості припадало 128,8 чоловіків;  на 100 жінок у віці від 18 років та старших — 130,4 чоловіків також старших 18 років.